# クルト・フリッケ

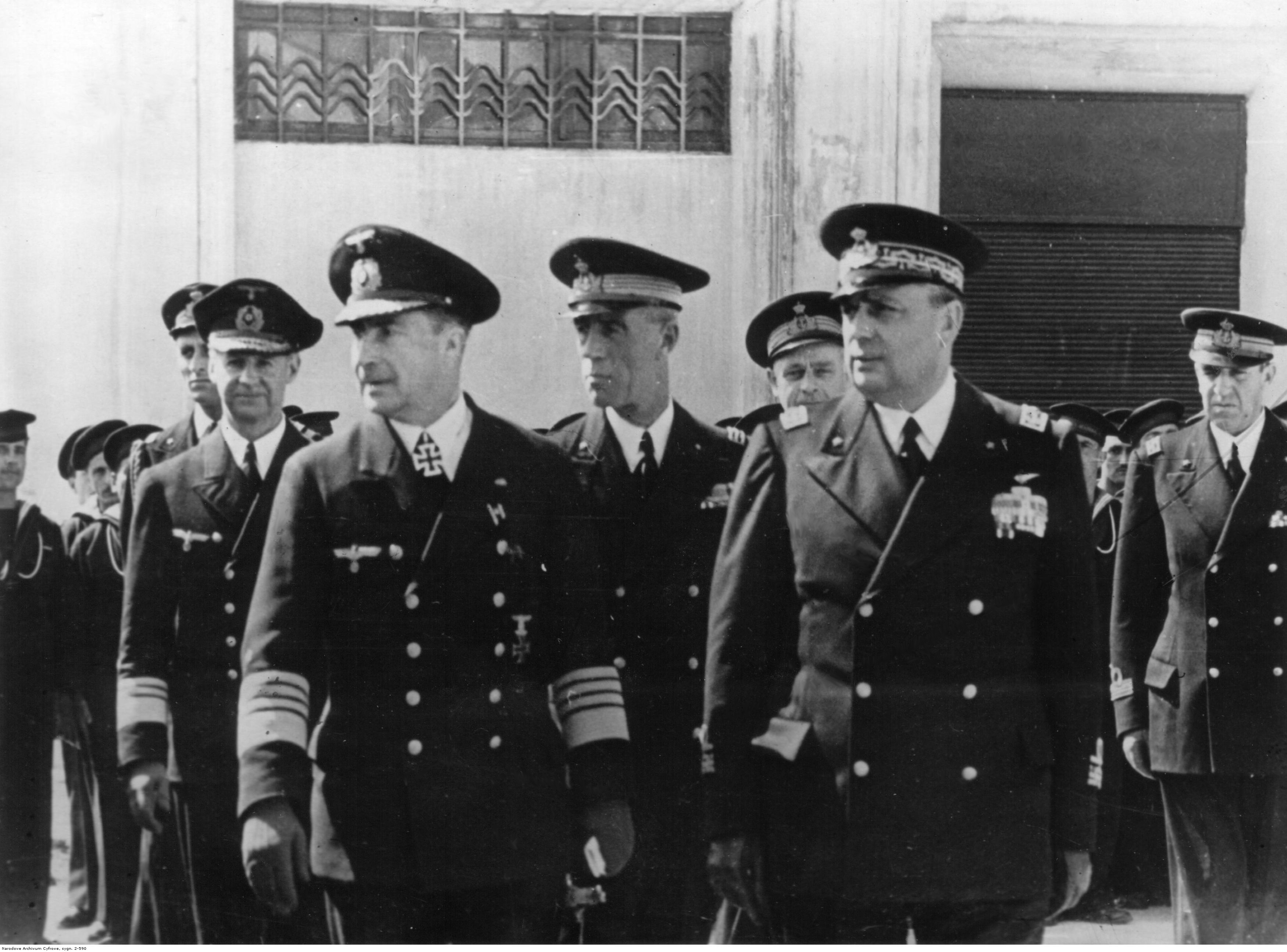
イタリア海軍将校。ヴェルナー・ランゲ(後ろから左2列目の人物)と共にいるフリッケ。

クルト・フリッケ (Kurt Fricke, 1889年11月8日 - 1945年5月2日) は、ドイツの海軍軍人。海軍大将。

## 来歴
1889年11月8日ベルリンで生まれる。
第一次世界大戦時は大型巡洋艦モルトケに勤務してドッガー・バンク海戦に参加。その後魚雷艇部隊の指揮官に転任。戦後の海軍では1933年、魚雷艇隊司令官(Führer der Torpedoboote,FdT)に就任。
戦中にオットー・シュニーヴィントの後任として海軍軍令部長になる。1943年5月21日から、黒海、エーゲ海、アドリア海とドナウ川を管轄する南方方面海軍司令官を務めた。この期間中、ルーマニアからパレスチナへ向かうユダヤ人輸送船の撃破を提案したがデーニッツ総司令官によって却下されている。1944年12月に南方方面海軍は解体され、待機司令官に配置される。1945年5月2日、ベルリンの戦いによる混乱の最中、死去。死因は不明。
彼は軍令部長時代の1942年に、当時の野村直邦海軍中将に共同作戦を打診していた。連合国の補給ルートを遮断する作戦だった。いずれもこの作戦は実現していない。